# Tareg Hamedi
Tareg Ali Hamedi (arabisch طارق علي حميدي, DMG Ṭāriq ʿAlī Ḥamīdī; * 26. Juli 1998 in al-Dschubail) ist ein saudi-arabischer Karateka. Er kämpft in der Gewichtsklasse über 84 Kilogramm.

## Karriere
Tareg Hamedi trat ab 2016 international im Erwachsenenbereich an. Zuvor gewann er bei den Junioren 2015 die Weltmeisterschaft in der Gewichtsklasse über 76 Kilogramm und wurde 2016 und 2018 jeweils Asienmeister in der Gewichtsklasse über 84 Kilogramm. Bei den Erwachsenen gelang ihm dieser Erfolg bereits 2017 in Astana, als er in der höchsten Gewichtsklasse nach einem Finalerfolg gegen Sajjad Ganjzadeh die Goldmedaille gewann. Ein Jahr darauf verpasste er in Amman bei den Asienmeisterschaften als Dritter die Titelverteidigung, konnte mit der Mannschaft aber den zweiten Platz belegen und so seine erste Silbermedaille gewinnen. Bei den ebenfalls 2018 stattfindenden Asienspielen in Jakarta unterlag er im Viertelfinale dem späteren Gewinner Sajjad Ganjzadeh, gewann aber seine anschließenden Trostrundenduelle, womit er Bronze erhielt. Die Asienmeisterschaften 2019 in Taschkent beendete Hamedi mit der Mannschaft erneut auf dem zweiten Platz, während er in der Einzelkonkurrenz zum zweiten Mal Asienmeister wurde. Der dritte Titelgewinn im Einzel folgte bei den Asienmeisterschaften 2021 in Almaty, wo er außerdem mit der Mannschaft Dritter wurde.
Für die 2021 ausgetragenen Olympischen Spiele 2020 in Tokio qualifizierte sich Hamedi für den Wettkampf in der olympischen Gewichtsklasse über 75 Kilogramm über ein Qualifikationsturnier. In der Gruppenphase gelangen ihm in vier Kämpfen zwei Siege und ein Unentschieden, sodass er die Vorrunde als Zweiter überstand und ins Halbfinale einzog. Dort bezwang er Ryūtarō Araga mit 2:0 und traf im Finale auf Sajjad Ganjzadeh, von dem er sich in der Gruppenphase noch Unentschieden getrennt hatte. Hamedi lag im Duell um die Goldmedaille mit 4:1 in Führung, als er Ganjzadeh mit einem Ippon-Kick gegen den Kopf (Hansoku) bewusstlos schlug. Dies wurde von den Schiedsrichtern als illegal angesehen und führte zur Disqualifikation Hamedis, wodurch Ganjzadeh Olympiasieger wurde und Hamedi die Silbermedaille erhielt.